# Icelus mandibularis
Icelus mandibularis és una espècie de peix pertanyent a la família dels còtids.

## Hàbitat
És un peix marí i batipelàgic que viu fins al 905 m de fondària.

## Distribució geogràfica
Es troba al mar d'Okhotsk davant les costes de Hokkaido (el Japó).

## Observacions
És inofensiu per als humans.